# Anne Begg

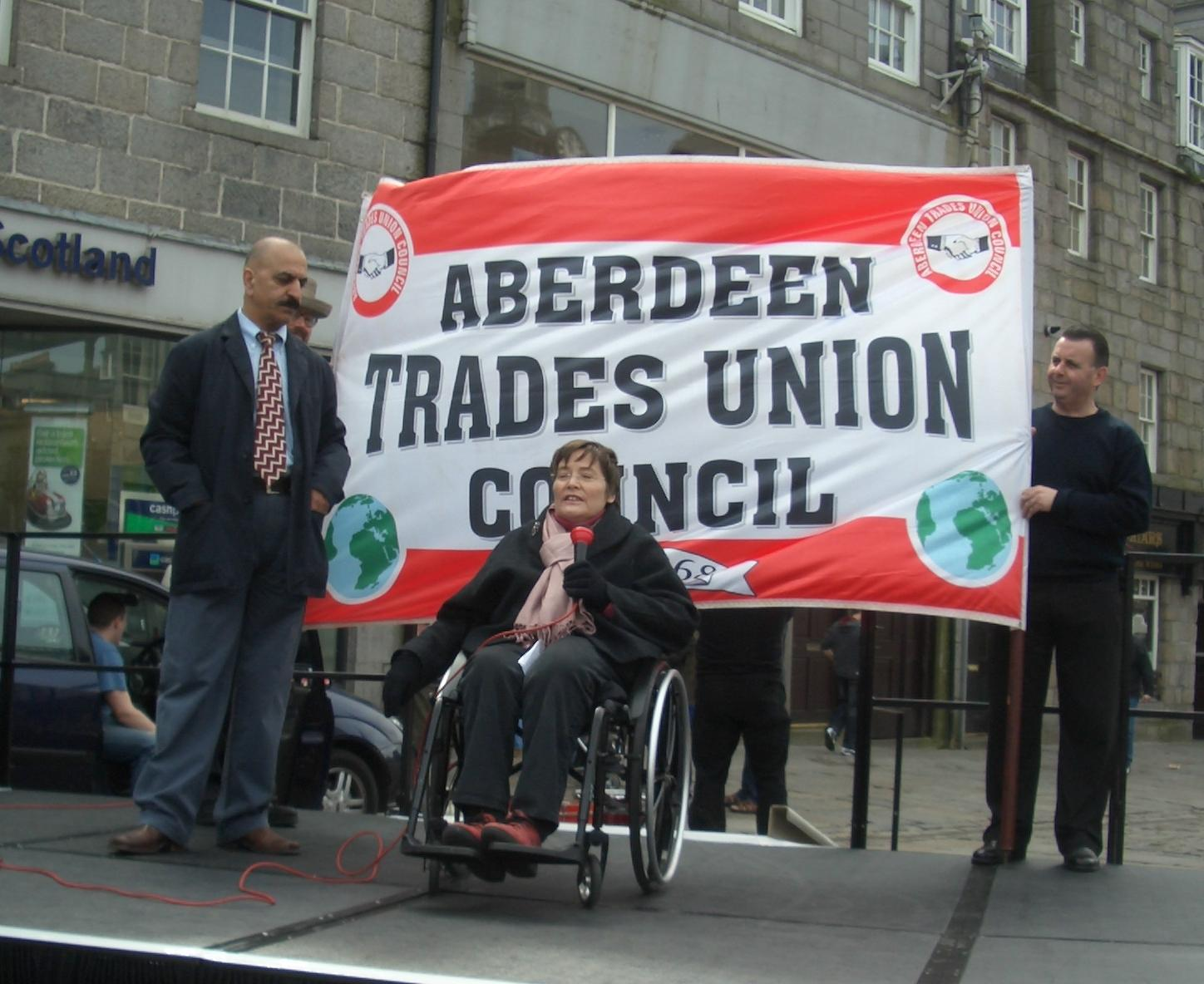
Anne Begg bei einer Maikundgebung 2008

Dame Margaret Anne Begg DBE (* 6. Dezember 1955 in Brechin) ist eine schottische Politikerin der Labour Party. Sie war von 1997 bis 2015 Abgeordnete im House of Commons.

## Familie, Ausbildung und beruflicher Werdegang
Geboren wurde Begg als Tochter einer Krankenschwester und eines Orthopädieschuhmachers im schottischen Brechin. Sie erhielt ihre schulische Ausbildung zunächst an der dortigen Damacre Primary School und besuchte dann die Brechin High School. Hieran schloss sich ein Studium an der University of Aberdeen an, das sie mit einem Master of Arts in Geschichte und Politikwissenschaften abschloss. Am Aberdeen College of Education erwarb sie 1978 zudem ein Secondary Teaching Certificate. Ab diesem Zeitpunkt unterrichtete sie Geschichte und Englisch an der Webster’s High School in Kirriemuir. 1988 wechselte sie an die Arbroath Academy im gleichnamigen Arbroath.

## Politische Karriere und Standpunkte
Begg trat 1983 in die Labour Party ein. Bei den britischen Unterhauswahlen 1997 nominierte sie ihre Partei als Kandidatin für den Wahlkreis Aberdeen South. Es gelang ihr, sich gegen den parlamentarischen Staatssekretär im Scottish Office, Raymond Robertson, durchzusetzen. Sie war damit nach Arthur MacMurrough Kavanagh erst die zweite Abgeordnete im Rollstuhl, die in das House of Commons gewählt wurde. Ihre Antrittsrede hielt Begg am 21. Mai 1997. Bei den Wahlen 2001 gelang es ihr als erster Abgeordneter der Labour Party, den Wahlkreis Aberdeen South zu verteidigen. Ebenso wurde sie bei den Wahlen 2005 und 2010 wiedergewählt. Von 1997 bis 2001 gehörte sie dem Scottish Affairs Select Committee, einem Ausschuss des House of Commons zur Überwachung der Arbeit des Scotland Office, an. Seit 2001 gehört sie dem Arbeits- und Rentenausschuss an, dessen Vorsitzende sie seit 2010 war. Bei den Unterhauswahlen 2015 konnte sich Begg nicht gegen den SNP-Kandidaten Callum McCaig durchsetzen und schied aus dem House of Commons aus.

### Standpunkte zu nationalen Themen
Auf nationaler Ebene setzt sich Begg für eine Ausweitung der Stammzellenforschung ein. Daneben setzt sie sich in erheblichem Maß für eine gerechte Altersversorgung von Fischern und für die Entschädigung derjenigen ein, die ihren Lebensunterhalt in den Kabeljaukriegen verloren haben. Auch setzt sie sich für die Anrechnung von Erziehungszeiten von Großeltern ein, die sich um ihre Enkel kümmern.

### Standpunkte zu regionalen Themen
Auf regionaler Ebene war Begg eine der schärfsten Kritikerinnen des Aberdeen City Council in der Budgetkrise von 2008. Gegenüber dem Ersten Minister Schottlands, Alex Salmond, setzte sich Begg dafür ein, die Vorschriften zum Immobilienkauf in Schottland zu ändern.

## Auszeichnungen
1988 wurde Begg mit dem Disabled Scot of the Year Award ausgezeichnet. Für ihren Einsatz für Menschen mit Behinderung und deren Gleichberechtigung wurde Begg 2011 als Dame Commander des Order of the British Empire geadelt.